# Susukino (metropolitana di Sapporo)
La stazione di Susukino (すすきの駅?, Susukino-eki) (N08) è una stazione della metropolitana di Sapporo situata nel quartiere di Chūō-ku, a Sapporo, Giappone. Al lato sud si trova Susukino, il più grande quartiere a luci rosse a nord di Tokyo, con diversi ristoranti, bar, hotel e intrattenimento per adulti.

## Struttura
| 1 | Linea Namboku | per Makomanai |
| 2 | Linea Namboku | per Asabu     |

## Stazioni adiacenti
| «             | Servizio      | »             |
| Linea Namboku | Linea Namboku | Linea Namboku |
| ------------- | ------------- | ------------- |
| Ōdōri         | Locale        | Nakajima-Kōen |